# Khrew
Khrew là một thị xã và là nơi đặt ủy ban khu vực quy hoạch (notified area committee) của quận Pulwama thuộc bang Jammu và Kashmir, Ấn Độ.

## Nhân khẩu
Theo điều tra dân số năm 2001 của Ấn Độ, Khrew có dân số 7208 người. Phái nam chiếm 51% tổng số dân và phái nữ chiếm 49%. Khrew có tỷ lệ 51% biết đọc biết viết, thấp hơn tỷ lệ trung bình toàn quốc là 59,5%: tỷ lệ cho phái nam là 63%, và tỷ lệ cho phái nữ là 39%. Tại Khrew, 12% dân số nhỏ hơn 6 tuổi.